# 清水善造

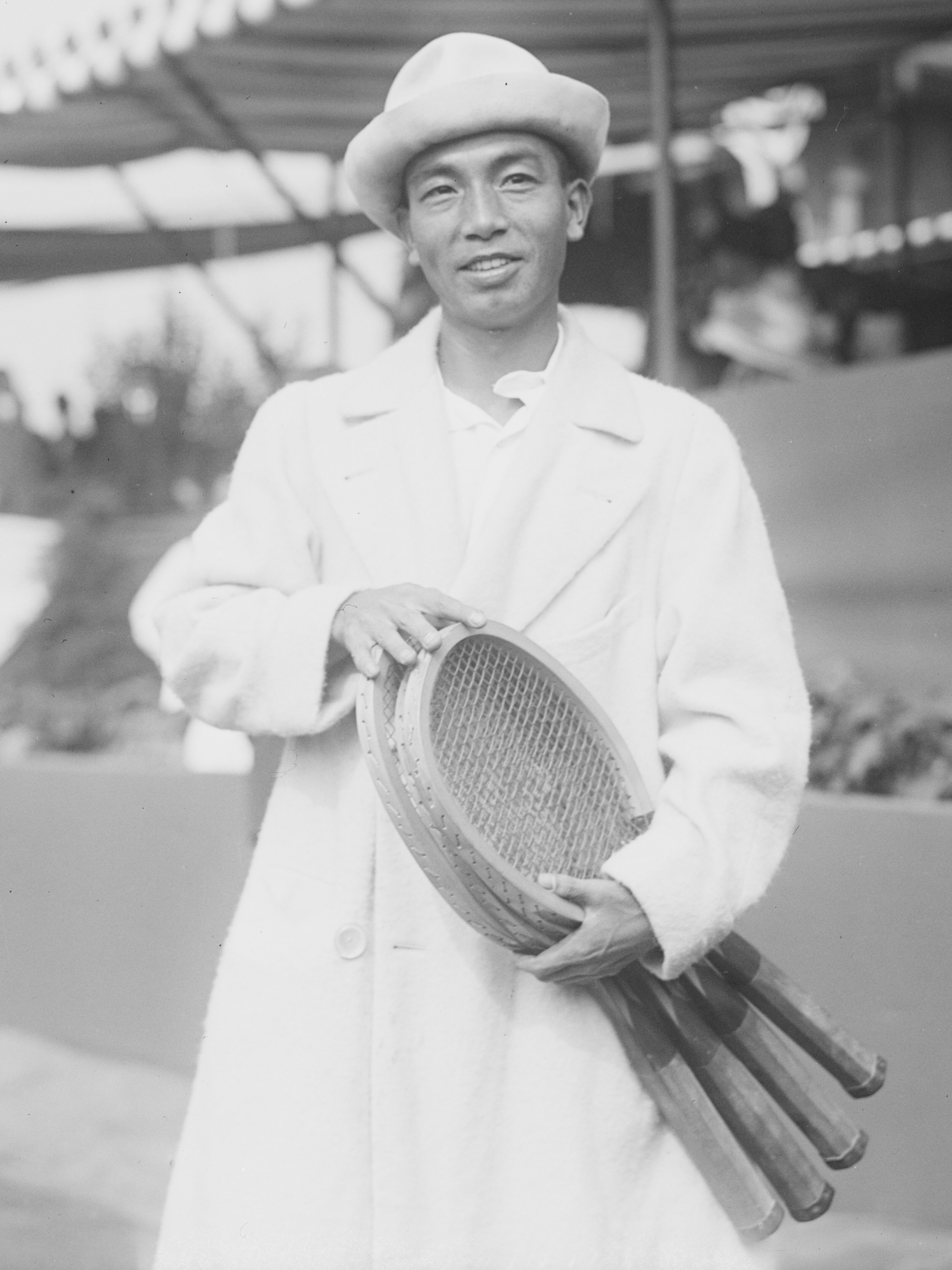
1920-1925

清水善造（しみず ぜんぞう，1891年3月25日—1977年4月12日）是日本網球運動員。清水善造與熊谷一彌是第一次世界大戰之後的日本網球代表人物。史上九位打進大滿貫賽事八強的亞洲選手之一。

## 生平
清水善造出生於群馬縣群馬郡箕郷町（現高崎市），畢業於東京高等商業學校（現為一橋大學）。
清水善造於1920年溫布頓網球錦標賽打進打入all-Comers決賽，輸給比爾·蒂爾登（4-6，4-6，11-13）。他在1921年溫布頓網球錦標賽殺入半決賽，以五盤敗給曼努埃爾·阿隆索。他也是日本戴維斯杯隊成員，在1921年取得第二名成績。1921年，他贏得女王俱樂部錦標賽單打冠軍，擊敗Mohammed Sleem。
1921年，清水善造《每日電訊報》亞瑟·瓦利斯·邁爾斯的世界排名來到第4位。

## 外部連結
- 清水善造（英文/西班牙文）的官方資料
- 清水善造的國際網球總會 職業／青少年 官方資料（英文）
- 清水善造的官方資料（英文）
- History of 1920's Tennis
- 引退選手:清水善造（故人） - 日本テニス協会公式サイト （页面存档备份，存于）（日語）